# ده زارتشي (كيسكان)
ده زارتشي (بالفارسية: ده زارچی) هي قرية تقع في إيران في قسم كيسكان الريفي. يقدر عدد سكانها بـ 244 نسمة بحسب إحصاء 2016.